# Gürsu
Gürsu ist eine Stadt im gleichnamigen Landkreis der türkischen Provinz Bursa und gleichzeitig ein Stadtbezirk der 1986 geschaffenen Büyükşehir belediyesi Bursa (Großstadtgemeinde/Metropolprovinz). Die im Stadtsiegel abgebildete Jahreszahl 1930 dürfte auf das Jahr der Erhebung zur Gemeinde (Belediye/Belde) hinweisen. Der Bezirk liegt östlich des Zentrums von Bursa.
Der 1990 gebildete Landkreis liegt im Zentrum der Provinz und grenzt im Westen an Nilüfer, im Norden an Gemlik, im Osten und Süden an Kestel und im Südwesten an Yıldırım. Er liegt nördlich der E 90, die die Großstadt Bursa von West nach Ost durchquert und von Çanakkale kommend nach Ankara führt.